# Leo Ponteur
Leo Ponteur (Kuringen, 10 februari 1938) is een Belgisch voormalig bestuurder.

## Levensloop
Hij doorliep zijn middelbaar aan het Koninklijk Atheneum te Hasselt. Vervolgens studeerde hij in Brussel aan het Hoger Instituut voor Bestuurs- en Handelswetenschappen. Van beroep was hij rijksambtenaar, in deze hoedanigheid was hij adviseur aan het ministerie van Economische Zaken. 
In 1981 werd hij aangesteld als algemeen secretaris van het Willemsfonds, een functie die hij uitoefende tot 1985. Vervolgens was hij van 1985 en 1991 voorzitter van de Unie Vrijzinnige Verenigingen (UVV). In 1992 werd hij nationaal voorzitter van het Willemsfonds, een functie die hij uitoefende tot 2003.